# 근대 (식물)
근대 또는 비트(영어: beetroot 또는 beet)는 비름과의 두해살이풀이다. 유럽 남부 원산으로 밭에 심는 채소식물이다.

## 생태
뿌리는 사탕무처럼 비대해지지 않고 원줄기는 1m에 달하며 가지가 많다. 꽃은 6월에 포(苞) 겨드랑이에 황록색으로 피는데 작은 꽃이 모여 1개의 덩어리처럼 되며, 원뿔 모양을 이룬다. 꽃덮이는 5개로 갈라지고 그 조각은 긴 타원형이며 꽃이 진 다음 열매를 감싼다. 열매는 크게 자란 꽃턱과 꽃덮이로 된 딱딱한 껍질 속에 1개씩 들어 있다. 수술은 5개이며, 암술대는 2~3개이다.

## 쓰임새
잎을 국거리나 나물로 먹는다. 근대국은 위와 장이 나쁜 사람에게 식이요법용으로 이용된다. 끓는 물에 살짝 데쳐 된장에 무쳐 먹는다. 생약으로는 열매를 쓰며 첨채자(菾菜子)라 한다. 사포닌, 레시틴 등이 함유되어 있으며 한국에서 소아용 해열제나 치루로 인한 하혈에 쓴다. 빨강식용색소로 쓰기도 한다.